# Одески национален университет
Одеският национален университет „Иля Мечников“ днес е бившият Императорски новорусийски университет, известен от съветско време като Одески държавен университет. Това е най-старият университет на територията на Новорусия.
От създаването си на 13 май 1865 г. заема водещо академично място в образователната система и в развитието на научните и културни изследвания в Украйна. Императорският новорусийски университет е един от най-старите университети в Украйна, и заедно с Киевския, Харковския и Лвовския е определящ висшето академично образование и развитието на университетската наука и култура в образователната мрежа на Украйна. Към 2007 г. заема 9-о място по рейтинг сред ВУЗ-овете в Украйна.

## Университетска история
През 1817 г. Одеската гимназия и Благородническия институт са преобразувани в Ришельовски лицей. Лицеят е открит с доброволни пожертвования на средства от барон Щиглиц. Херцог Арман-Еманюел дю Плеси дьо Ришельо дарява пенсията си за лицея. Аристокрацията, руски и друга, реагира въодушевено на създаването на новия лицей и посреща новината с голям ентусиазъм – за образование в лицея в Одеса започват да изпращат децата си дори благородници от Москва и Санкт Петербург. Възпитаници на лицея са Болконски, граф Сен-При, Рошфор, княз Четвертински, граф Щакелберг и др.
През 1837 г. лицеят се сдобива с нов устав, по силата на който е отделна и независима институция, чийто академичен състав и вътрешни правила са близки до университетските. Постепенно лицеят придобива университетски облик – формират се факултети, поканени са за редовни преподаватели известни професори, значително е разширена библиотеката. Престижът на лицея е изключително висок в Русия, а и навън.
През 1862 г. лицеят е преобразуван в Императорски новорусийски университет.
Преди и след Освобождението до началото на 20 век редица български възрожденци завършват Императорския новорусийски университет и може да се каже, че по отношение историята на българското висше образование това е университетът, който изиграва най-голяма роля в изграждането на висши управленски кадри (особено в областта на хуманитарните науки) за младата Трета българска държава, преди Алма матер да поеме щафетата.
Като правило възпитаниците на Болградската гимназия постъпвали в най-близкия Императорския новорусийски университет.

## Галерия
- Сграда на Факултета по история
- Сграда на Физико-химическия институт
- Сграда на Факултета по биология и на Геолого-географския факултет
- Читалня в Централната университетска библиотека
- Сграда на университетската астрономическа обсерватория

## Българи, възпитаници на университета
- Алеко Константинов (1863 – 1897) – български писател и общественик, магистрат;
- Александър Людсканов (1854 – 1922) – юрист, министър в много български правителства;
- Атанас Иванов Киров (1858 – ?) – опълченец, юрист, общественик, магистрат
- Борис Проевски (1879 – 1961) – лекар, революционер
- Гаврил Занетов (1863 – 1934) – юрист, общественик, магистрат
- Георги Сгурев (1857 – 1941) – юрист, министър на правосъдието в правителството на Константин Стоилов
- Димитър Тончев (1859 – 1937) – юрист, политик, основател на Младолибералната партия, председател на Народното събрание, министър в много български правителства;
- Ефрем Каранов (1853 – 1927), фолклорист, историк, академик
- Йов Титоров (1854 – ?) – юрист, магистрат, председател на Върховната Сметна палата
- Петър Абрашев (1866 – 1930) – юрист, министър

## Други личности, свързани с университета
- Балтазар Богишич (1834 – 1908) – юрист, доктор хонорис кауза на университета, правен съветник към Временното руско управление след Руско-турската освободителна война в България, почетен член на БКД, събирач на бугарщици